# Nomosa
- Commons
- Wikispecies

Nomosa é um gênero de plantas pertencente à família Boraginaceae.